# Reggie Williams
Reginald "Reggie" Williams Jr. (født 17. maj 1983 i Landstuhl, Vesttyskland) er en tidligere amerikansk footballspiller, der spillede i NFL som wide receiver for Jacksonville Jaguars. Han spillede for klubben i fem år, og har også spillet i den mindre United Football League

## Klubber
- Jacksonville Jaguars (2004–2008)
- Sacramento Mountain Lions (2011) (United Football League)